# Rio Dranse (Alta Saboia)
O rio Dranse  é um curso de água de origem que desagua diretamente no lago Lemano junto à cidade de Thonon-les-Bains no departamento francês da  Alta Saboia.

## Geografia

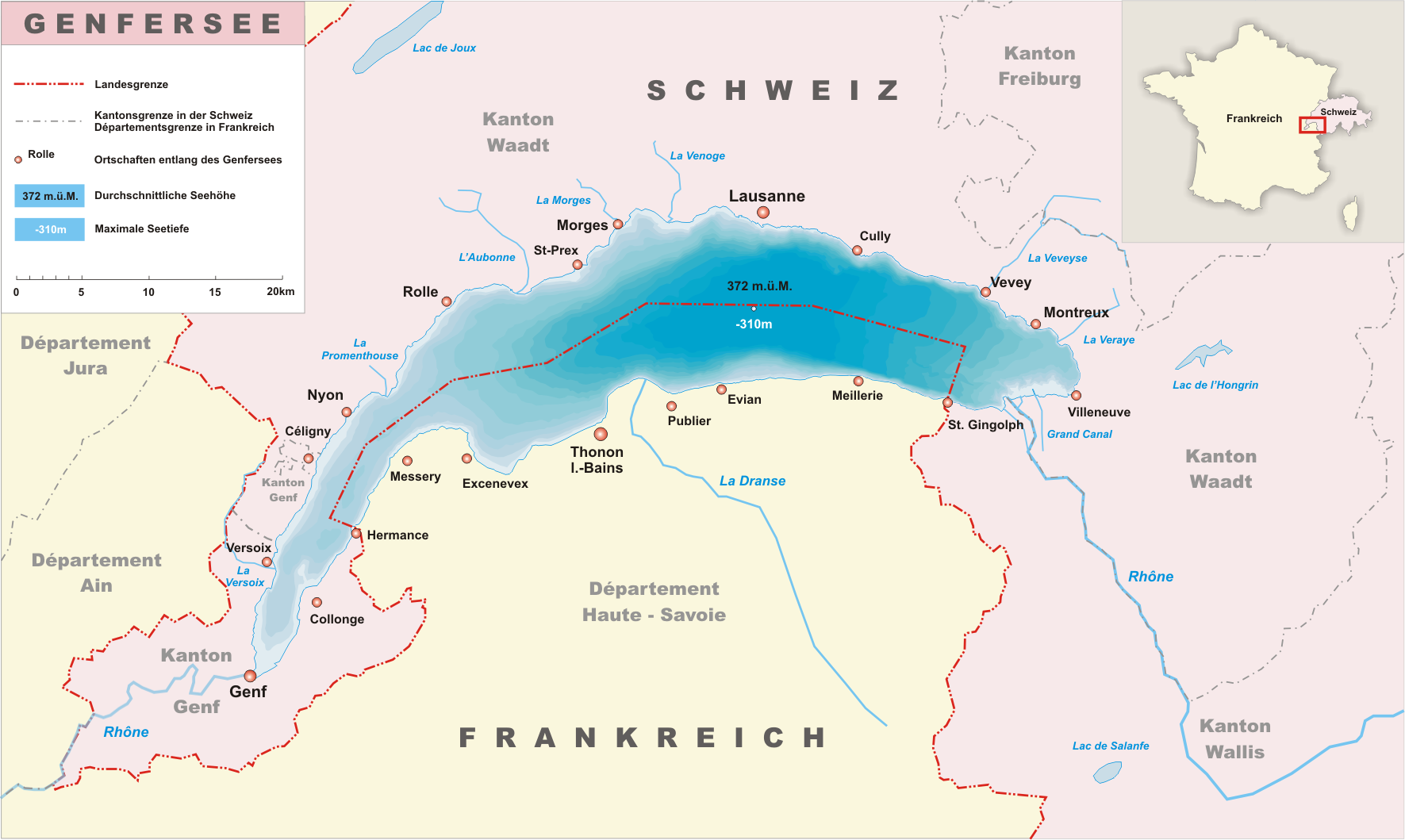
Localização do rio Dranse na Alta-Saboia

A leste encontra-se a ribeira Dranse de Abondance que corre no vale do mesmo nome, a sul a ribeira Dranse de Morzine que atravessa esta cidade, e a oeste a ribeira Dranse de Bellevaux.
Há um outro rio chamado Dranse, o rio Dranse no departamento de Valais que se lança perto de Martigny, na Suíça, no rio Ródano.